# Bürgermeisterei Wallendorf
Die Bürgermeisterei Wallendorf war eine von ursprünglich 42 preußischen Bürgermeistereien, in die sich der 1816 neu gebildete Kreis Bitburg im Regierungsbezirk Trier verwaltungsmäßig gliederte. Von 1822 an gehörte der Regierungsbezirk Trier, damit auch die Bürgermeisterei Wallendorf, zu der in dem Jahr neu gebildeten Rheinprovinz. Der Verwaltung der Bürgermeisterei unterstanden zwei Gemeinden. Der Verwaltungssitz war in der heutigen Ortsgemeinde Wallendorf im Eifelkreis Bitburg-Prüm in Rheinland-Pfalz.

## Gemeinden und zugehörige Ortschaften
Zur Bürgermeisterei Wallendorf gehörten die beiden Gemeinden (Stand 1843):
- Ammeldingen an der Our (52 Einwohner)
- Wallendorf (576) mit der untersten Gaymühle (7) und einer „Fleisbach“ genannten Hütte (5)

Insgesamt lebten im Bürgermeistereibezirk 640 Menschen in 99 Wohnhäusern. Alle Einwohner waren katholisch. Es gab eine Kirche in Wallendorf, eine Kapelle in Ammeldingen und eine Schule in Wallendorf (Stand 1843).

## Geschichte
Die Ortschaften im Verwaltungsbezirk der Bürgermeisterei gehörten vor 1794 zur Grafschaft Vianden im Herzogtum Luxemburg (Quartier Vianden). Im Jahr 1794 hatten französische Revolutionstruppen die Österreichischen Niederlande, zu denen das Herzogtum Luxemburg gehörte, besetzt und im Oktober 1795 annektiert. Unter der französischen Verwaltung gehörte das Gebiet zum Kanton Vianden im Arrondissement Diekirch, der zum Departement Wälder gehörte.
Aufgrund der Beschlüsse auf dem Wiener Kongress wurde 1815 das vormals luxemburgische Gebiet östlich der Sauer und der Our dem Königreich Preußen zugeordnet. Unter der preußischen Verwaltung wurden im Jahr 1816 Regierungsbezirke und Kreise neu gebildet, linksrheinisch behielt Preußen in der Regel die Verwaltungsbezirke der französischen Mairies vorerst bei. Die Bürgermeisterei Wallendorf entsprach insoweit der vorherigen Mairie Wallendorf. Die Bürgermeisterei Wallendorf bestand bis etwa 1860 und ging in der Bürgermeisterei Körperich auf.
Wallendorf gehört heute verwaltungsmäßig zur Verbandsgemeinde Irrel, Ammeldingen zur Verbandsgemeinde Südeifel im Eifelkreis Bitburg-Prüm in Rheinland-Pfalz.